# Koča v Grohatu pod Raduho
Koča v Grohatu pod Raduho – schronisko górskie w Alpach Kamnickich w Słowenii. Znajduje się na hali Grohat pod Raduhą.

## Opis
Schronisko jest otwarte od 1 czerwca do 30 września. Od początku stycznia do końca maja oraz październiku jest otwarte w soboty, niedziele i święta.

## Dostęp
- autem z Črnej na Koroškem lokalną drogą koło rzeki Meži w stronę Koprivnej. Koło Šumela w lewo (drogowskaz na Solčavę) i koło gospody Mojca na Spodnje Sleme. Stamtąd leśną drogą do najwyżej położonego słoweńskiego gospodarstwa Bukovnik (20 km). Z parkingu przed gospodarstwem (1327 m n.p.m.) pieszo znakowanym szlakiem górskim przez las do hali Grohot (30 min).
- autem z Črnej na Koroškem lokalna drogą koło Meži do gospody Drofenik (1km), potem w lewo ku malowniczej dolinie Bistrej. Na rozdrożu (szałas) w prawo ku Mlinarskiemu; dalej koło gospodarstwa turystycznego Adamič, oraz wyżej położonych gospodarstw Knez i Ratih, po drodze wyrzeźbionej w skałach Kozjej peči na Spodnje Sleme. Ze Slema leśną drogą na parking przez gospodarstwem Bukovnik. Dalej pieszo znakowanym szlakiem górskim przez las do hali Grohot (30 min).
- pieszo z Črnej na Koroškem, obok gospodarstwa Puc v Koprovni, gospody Mojca i Janška na Spodnje Sleme. Stamtąd koło Bukovnika  do Grohotu (4-5h).
- autem z Solčavy lokalną drogą do Podolševa. Stamtąd panoramiczną drogą, która oferuje widok na Alpy Sawińskie oraz całość ścian Małej, Średniej i Wielkiej Raduhy, do Spodnjego Slema, gdzie droga łączy się z dwiema, które dochodzą z karynckiej strony. Ze Slema do gospodarstwa Bukovnik (10 km). Z parkingu przed gospodarstwem (1327 m) pieszo znakowanym szlakiem górskim przez las do hali Grohot (30 min).
- pieszo z Solčavy (punktem wyjściowym jest przystanek autobusowy między Rogovilcem i Solčavą) Słoweńskim Szlakiem Górskim koło Tolstovršnika, przez halę Javorje do schroniska w Grohocie (3h)

## Obiekty turystyczne
W pierwszej kolejności schronisko w Grohocie jest punktem wyjściowym do wejścia na Wielka Raduhę. Prowadzą na nią dwa szlaki. Największe skały omija się obszernymi piargami pod ściną Małej Raduhy. Na Duracach, na szczycie, gdzie dochodzi szlak prowadzący ze schroniska na Loce, skręca w prawo do góry. Początkowa stromizna szybko się wypłaszcza. Szlak przecina zbocza Małej i Średniej Raduhy trochę poniżej grani. Aż do szczytu Raduhy jest poprowadzony między połaciami kosodrzewiny i wysokogórskich hal.
Druga możliwość to wejście po zabezpieczonym szlaku górskim. Odbija on od szlaku na Durce trochę pod ścianą Małej Raduhy, koło Masenovca, piramidowego tworu skalnego, porośniętego modrzewiami, u podnóża którego jest wmurowana tablica upamiętniająca poległych alpinistów. Kieruje się w prawo, przecina strome zbocza pod krótkimi ścianami i tam, gdzie Średnia Raduha zaczyna przechodzić w Wielką, rusza stromo do góry, przez żleby i wąwozy, przez zbocza i półki skalne. 
Trzecim celem jest Lanež. Nad Grohotem jest jego krótka ściana na lewo od Durc. Także na niego można wspiąć się dwoma szlakami. Pierwszy najpierw idzie tak, jak znakowany szlak na Raduhę do Durc. Tam skręcamy w lewo i halami dochodzimy na szczyt w 15 min.
Drugi szlak na Lanež nazywa się Hojnikova pot (Szlak Hojnika). W międzywojniu utworzył go ksiądz i nauczyciel Ivan Hojnik, który między 1910 i 1941 pracował w Koprivnej.
Szlak w całości przechodzimy, jeśli już na Slemu (skrzyżowanie dróg, które prowadzą z Koprivnej, Bistrej i Solčavy) poszukamy szlaku na Prosenčev vrh (1487 m n.p.m.) i potem z niego pójdziemy słabo wychodzoną ścieżką przez długi grzbiet, który wiedzie pod ścianę Laneža. Na Prosenčev vrh możemy wspiąć się stromą dróżką także z Bukovnika. Jeśli naszym punktem wyjściowym jest Grohot, wejdziemy na grzbiet, którym prowadzi Hojnikovy szlak już dość wysoko, w pobliżu pierwszych skał.
Koniec szlaku, który wiedzie na grzbiet trochę w prawo od szczytu Laneža, jest poprowadzony przez stromy skalisty wąwóz, przerywany ekspozycjami, gdzie tu i ówdzie ciągle znajdują się stare, zakrzywione kliny.